# Коралов риф
Коралов риф се нарича геологическа структура, образувана от колонии от коралови полипи и някои видове водорасли, можещи да извличат калциев карбонат от морската вода. Образуват се в плитчините на тропическите морета. Общата площ на кораловите рифове в света превишава 27 млн. км2. Намират се основно в Тихия и Индийския океан.
Коралите отделят твърд карбонатен екзоскелет, който поддържа и защитава корала. Повечето рифове растат най-добре в топли, плитки, чисти, слънчеви и вълнисти води. Кораловите рифове се образуват преди около 485 милиона години, в зората на ранен ордовик, замествайки микробните рифове на камбрия.
Плитките коралови рифове образуват едни от най-разнообразните екосистеми на Земята. Те заемат по-малко от 0,1% от общата площ на световните океани, но представляват дом за поне 25% от всички морски видове, включително риби, мекотели, червеи, ракообразни, бодлокожи, водни гъби, опашнохордови и мешести. Кораловите рифове процъфтяват в океански води с малко хранителни вещества. Срещат се най-често в плитки тропични води, но дълбоководни и студеноводни коралови рифове също съществуват, макар и в по-малък мащаб.
Кораловите рифове предоставят екосистеми услуги за туризъм, риболов и брегова защита. Все пак, кораловите рифове за крехки, отчасти защото са чувствителни към водните условия. Те са под заплаха от излишък на хранителни вещества (азот и фосфор), покачващите се температури, окисляването на океана, прекомерния риболов, употребата на слънцезащитни кремове и вредните селскостопански практики.

## Условия за формиране
Блаоприятните условия за формирането на кораловите рифове са:
1. Средна температура на водата около 20°С. Поради това коралите не се срещат отвъд тропиците, с изключение на местата, където се чувства влиянието на топли морски течения. Например около Бермудските острови.
2. Нормалното съдържание на солите във водата трябва да е около 35‰. Поради това корали не жжжживеят в места с много по-солена или по-сладка вода. Такива места са засолените лагуни или местата близо до речни устия.
3. Бистри води, затова коралите избягват местата срещу речните устия, понеже там изобилстват континентални наноси.
4. Подвижност на морската вода, т.е. наличие на приливи и отливи. Поради това кораловите образувания се развиват към океана, а не към брега.
5. Скалисто дъно, върху което се закрепват кораловите колонии.
6. определена дълбочина, максимално от 20 до 40 m, а в редки случаи до 60 m.[12]

## Класификация
- Брегови рифове – те се образуват, когато кораловите колонии са непосредствено споени с брега. Полуостров Юкатан, Бразилското крайбрежие, Арабското крайбрежие на Червено море.
- Бариерни рифове – те се образуват, когато кораловите колонии са разположени на известно разстояние от брега. Най-известният е Големия бариерен риф, който е с дължина над 2000 km, ширина от 200 до 1800 m и е отделен от брега чрез плитка морска ивица – лагуна, широка от 40 до 80 km и дълбока до 50 m. Около остров Нова Каледония бариерният риф е дълъг 1500 km и се намира на 12 km от брега.
- Атоли – те са изградени или от затворен или от разкъсан рифов пояс. имат различна форма – кръгли, овални и многоъгълни. Пръстеновидните коралови острови се наричат атоли и в средата на повечето от тях се намира езеро – лагуна. Някои атоли вместо лагуна имат в средата си ниско възвишение, изградено от коралови натрупвания. Атолите са слабо издигнати на морското равнище (от 3 до 4 m). Външната им страна има много стръмен склон, а вътрешната – полегат.[12]